# Halorates concavus
Espèce
Halorates concavus est une espèce d'araignées aranéomorphes de la famille des Linyphiidae.

## Distribution
Cette espèce est endémique du Khyber Pakhtunkhwa au Pakistan,. Elle se rencontre dans le district de Swat entre 2 500 et 2 600 m d'altitude.

## Description
Le mâle holotype mesure 2,03 mm.

## Publication originale
- Tanasevitch, 2011 : Linyphiid spiders (Araneae, Linyphiidae) from Pakistan and India. Revue Suisse de Zoologie, vol. 118, no , p. 561-598.